# Laurențiu Tudor (cầu thủ bóng đá, sinh 1997)
Laurențiu Tudor (sinh ngày 17 tháng 8 năm 1997) là một cầu thủ bóng đá người România thi đấu ở vị trí tiền vệ cho Ripensia Timișoara theo dạng cho mượn từ Metalurgistul Cugir.